# Universidad Laboral w Gijón
43°31′28,08″N 5°36′54,16″W/43,524467 -5,615044

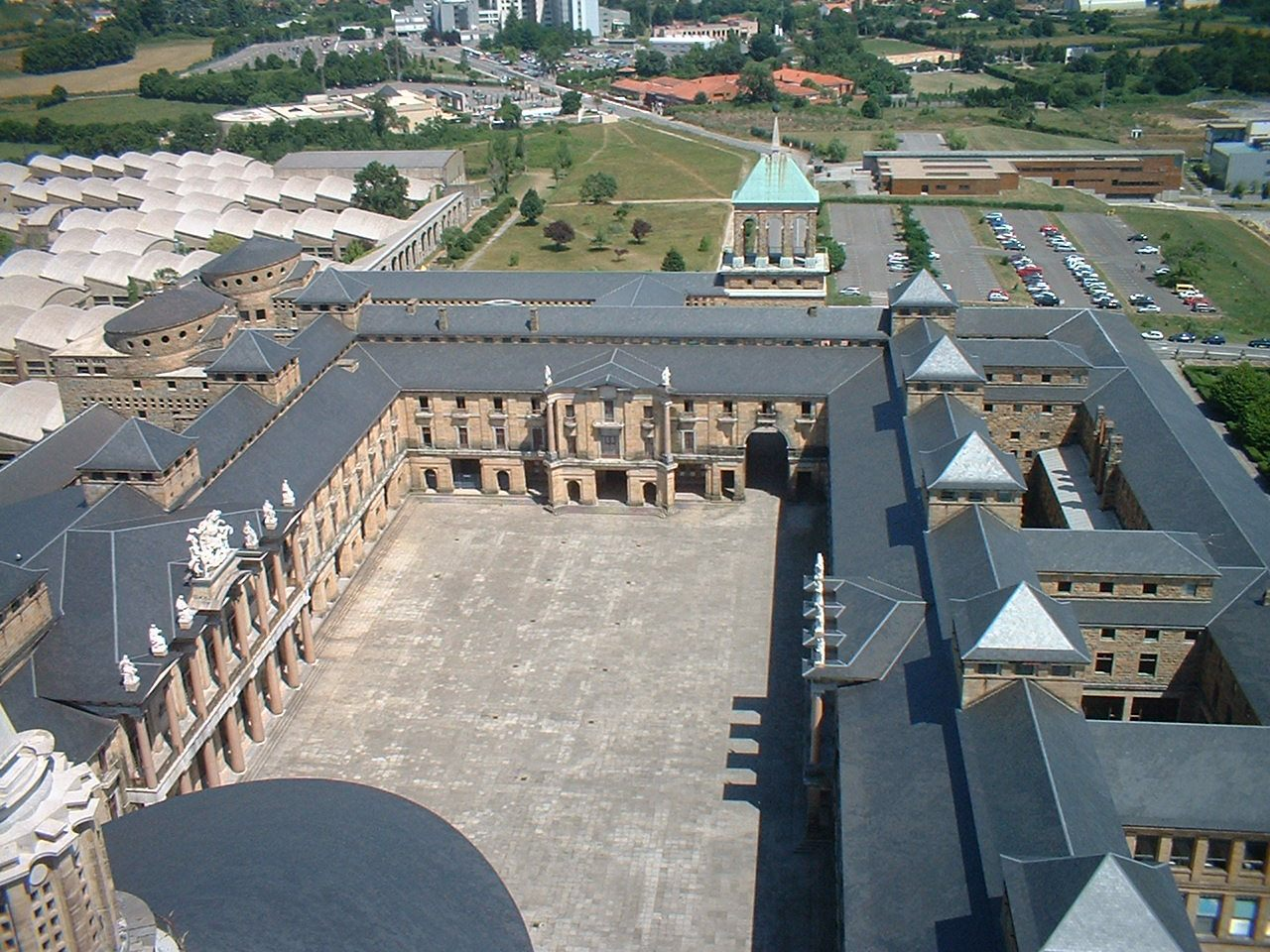
Widok z wieży na dziedziniec i eliptyczną kopułę uniwersytetu

Universidad Laboral w Gijón – największy budynek w Hiszpanii, o powierzchni 270 000 m², a prawdopodobnie także największy budynek uniwersytecki na świecie, usytuowany na przedmieściach Gijón, około 3 km na wschód od centrum miasta.
Został zbudowany w latach 1946–1956, choć niektóre części nie zostały ukończone do dziś (kościół, wieża, biblioteka, teatr). Jest to najważniejszy obiekt zbudowany w XX wieku w Asturii. Budynek, postawiony w czasach frankistowskich, wymieniany jest jako przykład monumentalnej architektury dyktatur (podobnie jak Pałac Kultury i Nauki w Warszawie i nieukończony szkielet hotelu Ryugyŏng w Korei Północnej). Charakteryzuje się bogactwem detali, a do budowy użyto najdroższych materiałów wykończeniowych, na przykład ręcznie malowanych kafelków (którymi wyłożono korytarze trzypiętrowej szkoły teatralnej) o wartości 30 euro każdy (rozmiar 10 × 10 cm); każdą ławkę w kościele wykonano z jednego kawałka egzotycznego drzewa embero, pochodzącego z Gwinei Równikowej (około 1200 euro za sztukę).

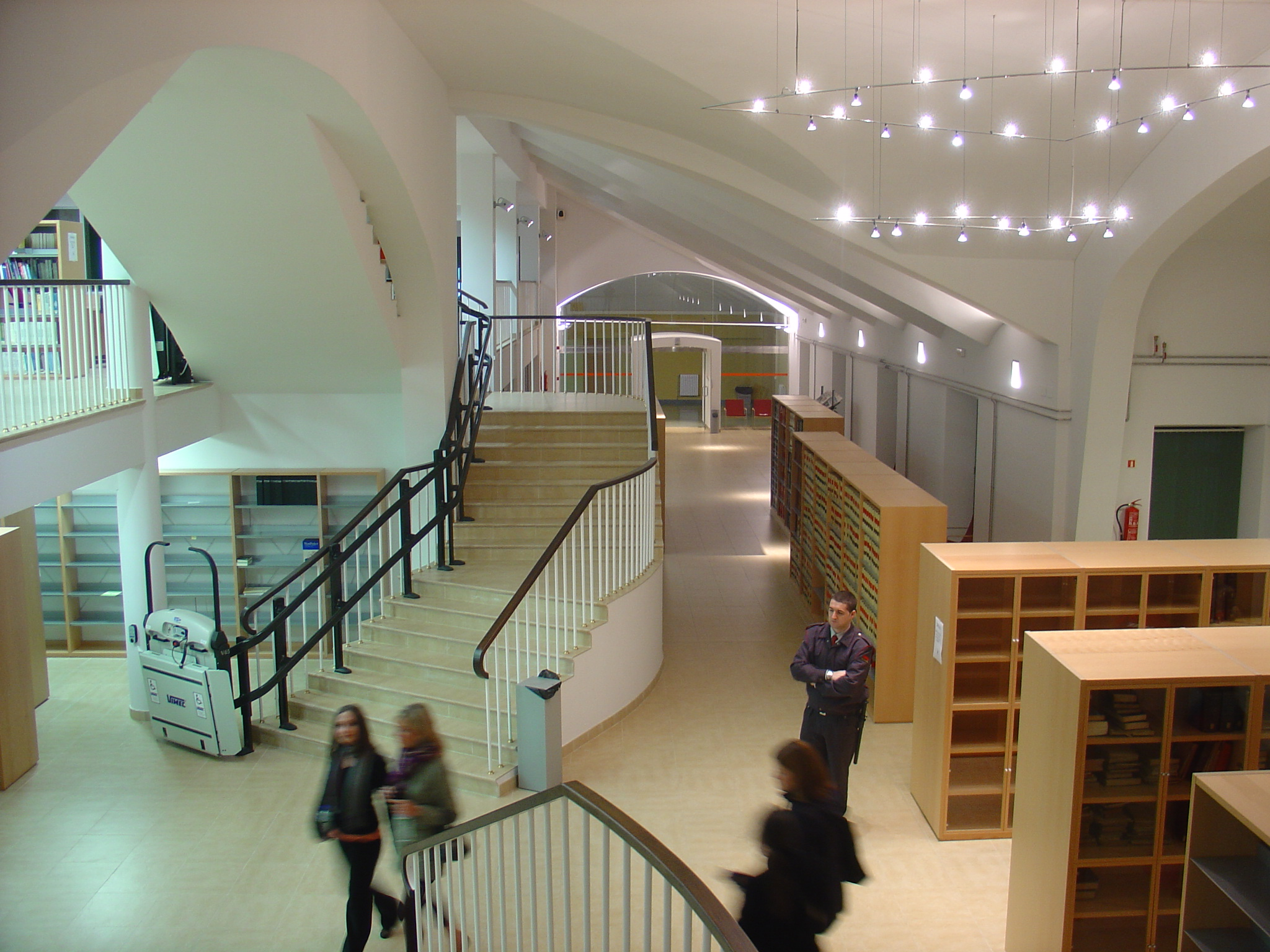
Wnętrze biblioteki